# 장로 (명나라)
장로(張路, 1464년 ~ 1538년)는 명나라 후기의 풍경화 화가이다. 자는 천지(千馳)이며, 호는 평산(平山)이다.
상부(祥符) 출생이며, 오위(吳偉)에게서 화법을 배웠다. 절파(浙派) 후기의 대표적인 화가 중 한 명이며, 교묘한 구성과 강렬한 필치를 사용하여 풍경화나 인물화를 그렸다.